# Уолтерс, Дейл
Дейл Уолтерс (англ. Dale Walters; род. 27 сентября 1963, Порт-Элис) — канадский боксёр, представитель легчайшей и полулёгкой весовых категорий. Выступал за сборную Канады по боксу в первой половине 1980-х годов, бронзовый призёр летних Олимпийских игр в Лос-Анджелесе, трёхкратный чемпион канадского национального первенства, победитель и призёр турниров международного значения. В период 1985—1986 годов боксировал также на профессиональном уровне, но без особого успеха.

## Биография
Дейл Уолтерс родился 27 сентября 1963 года в поселении Порт-Элис провинции Британская Колумбия, Канада. Начал заниматься боксом в возрасте шести лет по наставлению своего отца, который в своё время тоже был боксёром. Одновременно с боксом в детстве пробовал себя на актёрском поприще, в начале 1980-х годов исполнил несколько небольших ролей на телевидении.

### Любительская карьера
Первого серьёзного успеха как боксёр добился в сезоне 1982 года, когда одержал победу на чемпионате Канады в зачёте легчайшей весовой категории. Попав в основной состав канадской национальной сборной, выступил на Играх Содружества в Брисбене и на чемпионате мира в Мюнхене, но попасть здесь в число призёров не смог.
В 1983 году защитил звание национального чемпиона в легчайшем весе и побывал на Панамериканских играх в Каракасе, где на стадии четвертьфиналов был остановлен венесуэльцем Мануэлем Вильчесом.
В 1984 году в третий раз подряд выиграл чемпионат Канады и благодаря череде удачных выступлений удостоился права защищать честь страны на летних Олимпийских играх в Лос-Анджелесе — в категории до 54 кг благополучно прошёл первых троих соперников по турнирной сетке, тогда как в четвёртом полуфинальном поединке со счётом 0:5 потерпел поражение от мексиканца Эктора Лопеса и таким образом получил бронзовую олимпийскую медаль.

### Профессиональная карьера
Вскоре по окончании Олимпиады Уолтерс покинул расположение канадской сборной и в апреле 1985 года успешно дебютировал на профессиональном уровне. В течение года одержал на профи-ринге шесть побед, но в ноябре 1986 года в бою за титул чемпиона Канады в полулёгком весе проиграл техническим нокаутом соотечественнику Тони Пепу — на этом поражении принял решение завершить спортивную карьеру.
Впоследствии работал на радио и телевидении в качестве эксперта по боксу, владел собственным тренировочным залом в Ванкувере под названием Ringside Fitness.